# Ivanna
Ivanna (russisk: Иванна) er en sovjetisk spillefilm fra 1959 af Viktor Ivtjenko.

## Medvirkende
- Inna Burdutjenko som Ivanna
- Anatolij Motornyj som Theodosius Stavnycyi
- Dana Kruk som Julja
- Did Panas som Panas Stepanovych Holub
- Jevgenij Ponomarenko som Taras Sadakly